# Fed Cup 2011 Zona Americana
La Zona Americana (Americas Zone) è una delle 3 divisioni zonali nell'ambito della Fed Cup 2011. Essa è a sua volta suddivisa in due gruppi (Gruppo I, Gruppo II) formati rispettivamente da 8 e 11 squadre, inserite in tali gruppi in base ai risultati ottenuti l'anno precedente.

## Gruppo I
- Sede: Tenis Club Argentino, Buenos Aires, Argentina (terra rossa outdoor)
- Periodo: 2-5 febbraio
- Formula: due gironi (Pool) da quattro squadre ciascuno, in cui ciascuna squadra affronta le altre tre incluse nel proprio Pool. Successivamente la prima in classifica del Pool A affronta la prima del Pool B per l'ammissione agli spareggi del Gruppo Mondiale II. 3ª e 4ª di ciascun Pool si affrontano ad incrocio per evitare la retrocessione al Gruppo II della Zona Americana. Le due seconde si scontrano per stabilire il 3º e 4º posto, utile meramente alle statistiche.

|   | Pool A (Dettagli) | Argentina (bandiera) | Perù (bandiera) | Paraguay (bandiera) | Bolivia (bandiera) |   |                | Pool B (Dettagli) | Colombia (bandiera) | Brasile (bandiera) | Cile (bandiera) | Messico (bandiera) |
| 1 | Argentina (2-1)   |                      | 3-0             | 1-2                 | 3-0                | 1 | Colombia (3-0) |                   | 2-1                 | 3-0                | 3-0             |                    |
| 2 | Perù (2-1)        | 0-3                  |                 | 2-1                 | 3-0                | 2 | Brasile (2-1)  | 1-2               |                     | 2-1                | 3-0             |                    |
| 3 | Paraguay (2-1)    | 2-1                  | 1-2             |                     | 2-1                | 3 | Cile (1-2)     | 0-3               | 1-2                 |                    | 2-1             |                    |
| 4 | Bolivia (0-3)     | 0-3                  | 0-3             | 1-2                 |                    | 4 | Messico (0-3)  | 0-3               | 0-3                 | 1-2                |                 |                    |

### Play-off promozione
| Argentina 3 | Tenis Club Argentino, Buenos Aires, Argentina 5 febbraio 2011 terra rossa outdoor | Tenis Club Argentino, Buenos Aires, Argentina 5 febbraio 2011 terra rossa outdoor | Colombia 0 |     |   |  |
| \| \| \| \| 1 \| 2 \| 3 \| \| \| - \| \| ------------------------------------------------------------------- \| ---- \| --- \| - \| \| \| 1 \| \| Florencia Molinero Catalina Castaño \| 7 65 \| 6 1 \| \| \| \| 2 \| \| Gisela Dulko Mariana Duque Mariño \| 6 0 \| 6 0 \| \| \| \| 3 \| \| Mailen Auroux / María Irigoyen Karen Castiblanco / Yuliana Lizarazo \| 6 1 \| 6 1 \| \| \| |                                                                                   |                                                                                   |            |     |   |  |
| |                                                                                   |                                                                                   | 1          | 2   | 3 |  |
| 1 | Argentina (bandiera) · Colombia (bandiera)                                        | Florencia Molinero Catalina Castaño                                               | 7 65       | 6 1 |   |  |
| 2 | Argentina (bandiera) · Colombia (bandiera)                                        | Gisela Dulko Mariana Duque Mariño                                                 | 6 0        | 6 0 |   |  |
| 3 | Argentina (bandiera) · Colombia (bandiera)                                        | Mailen Auroux / María Irigoyen Karen Castiblanco / Yuliana Lizarazo               | 6 1        | 6 1 |   |  |

- Argentina ammessa agli spareggi per il Gruppo Mondiale II.

### 3º-4º posto
| Perù 1 | Tenis Club Argentino, Buenos Aires, Argentina 5 febbraio 2011 terra rossa outdoor | Tenis Club Argentino, Buenos Aires, Argentina 5 febbraio 2011 terra rossa outdoor | Brasile 2 |     |   |  |
| \| \| \| \| 1 \| 2 \| 3 \| \| \| - \| \| ------------------------------------------------------------------- \| --- \| --- \| - \| \| \| 1 \| \| Patricia Iveth Ku Flores Teliana Pereira \| 0 6 \| 1 6 \| \| \| \| 2 \| \| Bianca Botto Roxane Vaisemberg \| 7 5 \| 6 0 \| \| \| \| 3 \| \| Ferny Ángeles Paz / Bianca Botto Ana-Clara Duarte / Teliana Pereira \| 2 6 \| 2 6 \| \| \| |                                                                                   |                                                                                   |           |     |   |  |
| |                                                                                   |                                                                                   | 1         | 2   | 3 |  |
| 1 | Perù (bandiera) · Brasile (bandiera)                                              | Patricia Iveth Ku Flores Teliana Pereira                                          | 0 6       | 1 6 |   |  |
| 2 | Perù (bandiera) · Brasile (bandiera)                                              | Bianca Botto Roxane Vaisemberg                                                    | 7 5       | 6 0 |   |  |
| 3 | Perù (bandiera) · Brasile (bandiera)                                              | Ferny Ángeles Paz / Bianca Botto Ana-Clara Duarte / Teliana Pereira               | 2 6       | 2 6 |   |  |

### Play-off retrocessione
| Paraguay 2 | Tenis Club Argentino, Buenos Aires, Argentina 5 febbraio 2011 terra rossa outdoor | Tenis Club Argentino, Buenos Aires, Argentina 5 febbraio 2011 terra rossa outdoor | Messico 1 |     |     |  |
| \| \| \| \| 1 \| 2 \| 3 \| \| \| - \| \| ---------------------------------------------------------------------- \| --- \| --- \| --- \| \| \| 1 \| \| Montserrat González Nazari Urbina \| 5 7 \| 6 4 \| 6 3 \| \| \| 2 \| \| Verónica Cepede Royg Ximena Hermoso \| 6 3 \| 6 2 \| \| \| \| 3 \| \| Isaura Enrique Aguilar / Isabella Robbiani Laila Abdala / Nadia Abdala \| 2 6 \| 3 6 \| \| \| |                                                                                   |                                                                                   |           |     |     |  |
| |                                                                                   |                                                                                   | 1         | 2   | 3   |  |
| 1 | Paraguay (bandiera) · Messico (bandiera)                                          | Montserrat González Nazari Urbina                                                 | 5 7       | 6 4 | 6 3 |  |
| 2 | Paraguay (bandiera) · Messico (bandiera)                                          | Verónica Cepede Royg Ximena Hermoso                                               | 6 3       | 6 2 |     |  |
| 3 | Paraguay (bandiera) · Messico (bandiera)                                          | Isaura Enrique Aguilar / Isabella Robbiani Laila Abdala / Nadia Abdala            | 2 6       | 3 6 |     |  |

| Cile 1 | Tenis Club Argentino, Buenos Aires, Argentina 5 febbraio 2011 terra rossa outdoor | Tenis Club Argentino, Buenos Aires, Argentina 5 febbraio 2011 terra rossa outdoor        | Bolivia 2 |     |     |  |
| \| \| \| \| 1 \| 2 \| 3 \| \| \| - \| \| ---------------------------------------------------------------------------------------- \| ---- \| --- \| --- \| \| \| 1 \| \| Andrea Koch-Benvenuto María Paula Deheza \| 6 2 \| 6 4 \| \| \| \| 2 \| \| Camila Silva María Fernanda Álvarez Terán \| 4 6 \| 7 5 \| 1 6 \| \| \| 3 \| \| Fernanda Brito / Andrea Koch-Benvenuto María Fernanda Álvarez Terán / María Paula Deheza \| 64 7 \| 6 4 \| 2 6 \| \| |                                                                                   |                                                                                          |           |     |     |  |
| |                                                                                   |                                                                                          | 1         | 2   | 3   |  |
| 1 | Cile (bandiera) · Bolivia (bandiera)                                              | Andrea Koch-Benvenuto María Paula Deheza                                                 | 6 2       | 6 4 |     |  |
| 2 | Cile (bandiera) · Bolivia (bandiera)                                              | Camila Silva María Fernanda Álvarez Terán                                                | 4 6       | 7 5 | 1 6 |  |
| 3 | Cile (bandiera) · Bolivia (bandiera)                                              | Fernanda Brito / Andrea Koch-Benvenuto María Fernanda Álvarez Terán / María Paula Deheza | 64 7      | 6 4 | 2 6 |  |

- Messico e Cile retrocesse al Gruppo II della zona Americana nel 2012.

## Gruppo II
- Sede: Centro Nacional de Tenis, Santo Domingo, Repubblica Dominicana (cemento outdoor)
- Periodo: 16-21 maggio
- Formula: Le squadre classificate nei primi due posti di ciascun girone si incrociano (prima del Pool A contro seconda del Pool B e viceversa) e le due squadre vincenti vengono promosse al Gruppo I per l'edizione successiva.

|   | Pool A (Dettagli)       | Guatemala (bandiera) | Uruguay (bandiera) | Porto Rico (bandiera) | Rep. Dominicana (bandiera) | Trinidad e Tobago (bandiera) |   |                  | Pool B (Dettagli) | Venezuela (bandiera) | Bahamas (bandiera) | Ecuador (bandiera) | Costa Rica (bandiera) | Panama (bandiera) |
| 1 | Guatemala (4-0)         |                      | 2-1                | 2-1                   | 3-0                        | 3-0                          | 1 | Venezuela (4-0)  |                   | 3-0                  | 3-0                | 3-0                | 3-0                   |                   |
| 2 | Uruguay (3-1)           | 1-2                  |                    | 2-1                   | 2-1                        | 2-1                          | 2 | Bahamas (3-1)    | 0-3               |                      | 2-0                | 3-0                | 3-0                   |                   |
| 3 | Porto Rico (1-3)        | 1-2                  | 1-2                |                       | 2-1                        | 1-2                          | 3 | Ecuador (2-2)    | 0-3               | 0-2                  |                    | 3-0                | 3-0                   |                   |
| 4 | Rep. Dominicana (1-3)   | 0-3                  | 1-2                | 1-2                   |                            | 2-1                          | 4 | Costa Rica (1-3) | 0-3               | 0-3                  | 0-3                |                    | 3-0                   |                   |
| 5 | Trinidad e Tobago (1-3) | 0-3                  | 1-2                | 2-1                   | 1-2                        |                              | 5 | Panama (0-4)     | 0-3               | 0-3                  | 0-3                | 0-3                |                       |                   |

### Spareggi promozione
| Guatemala 0 | Centro Nacional de Tenis, Santo Domingo, Repubblica Dominicana 21 maggio 2011 Cemento outdoor (plexypavé) | Centro Nacional de Tenis, Santo Domingo, Repubblica Dominicana 21 maggio 2011 Cemento outdoor (plexypavé) | Bahamas 2 |     |   |             |
| \| \| \| \| 1 \| 2 \| 3 \| \| \| - \| \| ------------------------------------------------------------------------ \| --- \| --- \| - \| ----------- \| \| 1 \| \| Daniela Schippers Simone Pratt \| 0 6 \| 3 6 \| \| \| \| 2 \| \| Kirsten-Andrea Weedon Kerrie Cartwright \| 4 6 \| 4 6 \| \| \| \| 3 \| \| Daniela Schippers / Paulina Schippers Nikkita Fountain / Larikah Russell \| \| \| \| non giocato \| | | |           |     |   |             |
| | | | 1         | 2   | 3 |             |
| 1 | Guatemala (bandiera) · Bahamas (bandiera)                                                                 | Daniela Schippers Simone Pratt                                                                            | 0 6       | 3 6 |   |             |
| 2 | Guatemala (bandiera) · Bahamas (bandiera)                                                                 | Kirsten-Andrea Weedon Kerrie Cartwright                                                                   | 4 6       | 4 6 |   |             |
| 3 | Guatemala (bandiera) · Bahamas (bandiera)                                                                 | Daniela Schippers / Paulina Schippers Nikkita Fountain / Larikah Russell                                  |           |     |   | non giocato |

| Uruguay 0 | Centro Nacional de Tenis, Santo Domingo, Repubblica Dominicana 21 maggio 2011 Cemento outdoor (plexypavé) | Centro Nacional de Tenis, Santo Domingo, Repubblica Dominicana 21 maggio 2011 Cemento outdoor (plexypavé) | Venezuela 2 |     |   |             |
| \| \| \| \| 1 \| 2 \| 3 \| \| \| - \| \| ------------------------------------------------------------------------- \| --- \| --- \| - \| ----------- \| \| 1 \| \| Leticia Demichelli Adriana Pérez \| 3 6 \| 0 6 \| \| \| \| 2 \| \| Carolina de los Santos Andrea Gámiz \| 2 6 \| 4 6 \| \| \| \| 3 \| \| Carolina de los Santos / Virgina Sadi Mariana Muci-Torres / Adriana Pérez \| \| \| \| non giocato \| | | |             |     |   |             |
| | | | 1           | 2   | 3 |             |
| 1 | Uruguay (bandiera) · Venezuela (bandiera)                                                                 | Leticia Demichelli Adriana Pérez                                                                          | 3 6         | 0 6 |   |             |
| 2 | Uruguay (bandiera) · Venezuela (bandiera)                                                                 | Carolina de los Santos Andrea Gámiz                                                                       | 2 6         | 4 6 |   |             |
| 3 | Uruguay (bandiera) · Venezuela (bandiera)                                                                 | Carolina de los Santos / Virgina Sadi Mariana Muci-Torres / Adriana Pérez                                 |             |     |   | non giocato |

- Bahamas e Venezuela promosse nel Gruppo I della Zona Americana nel 2011.

### 5º-6º posto
| Porto Rico 1 | Centro Nacional de Tenis, Santo Domingo, Repubblica Dominicana 21 maggio 2011 Cemento outdoor (plexypavé) | Centro Nacional de Tenis, Santo Domingo, Repubblica Dominicana 21 maggio 2011 Cemento outdoor (plexypavé) | Ecuador 2 |     |   |  |
| \| \| \| \| 1 \| 2 \| 3 \| \| \| - \| \| ---------------------------------------------------------------------- \| --- \| --- \| - \| \| \| 1 \| \| Mónica Matías Ana-María Zuleta \| 3 6 \| 3 6 \| \| \| \| 2 \| \| Ana Sofía Cordero Hilda Zuleta-Cabrera \| 7 5 \| 7 5 \| \| \| \| 3 \| \| Ana Sofía Cordero / Mónica Matías Alejandra Álvarez / Ana-María Zuleta \| 3 6 \| 0 6 \| \| \| | | |           |     |   |  |
| | | | 1         | 2   | 3 |  |
| 1 | Porto Rico (bandiera) · Ecuador (bandiera)                                                                | Mónica Matías Ana-María Zuleta                                                                            | 3 6       | 3 6 |   |  |
| 2 | Porto Rico (bandiera) · Ecuador (bandiera)                                                                | Ana Sofía Cordero Hilda Zuleta-Cabrera                                                                    | 7 5       | 7 5 |   |  |
| 3 | Porto Rico (bandiera) · Ecuador (bandiera)                                                                | Ana Sofía Cordero / Mónica Matías Alejandra Álvarez / Ana-María Zuleta                                    | 3 6       | 0 6 |   |  |

### 7º-8º posto
| Rep. Dominicana 3 | Centro Nacional de Tenis, Santo Domingo, Repubblica Dominicana 21 maggio 2011 Cemento outdoor (plexypavé) | Centro Nacional de Tenis, Santo Domingo, Repubblica Dominicana 21 maggio 2011 Cemento outdoor (plexypavé) | Costa Rica 0 |     |     |  |
| \| \| \| \| 1 \| 2 \| 3 \| \| \| - \| \| -------------------------------------------------------------- \| ---- \| --- \| --- \| \| \| 1 \| \| Michelle Marie Valdez Camila Quesada \| 6 0 \| 6 2 \| \| \| \| 2 \| \| Chandra Capozzi Andrea Brenes \| 7 61 \| 7 5 \| \| \| \| 3 \| \| Daysi Espinal / Joelle Schad Andrea Brenes / Mariella Calderón \| 6 4 \| 4 6 \| 7 5 \| \| | | |              |     |     |  |
| | | | 1            | 2   | 3   |  |
| 1 | Rep. Dominicana (bandiera) · Costa Rica (bandiera)                                                        | Michelle Marie Valdez Camila Quesada                                                                      | 6 0          | 6 2 |     |  |
| 2 | Rep. Dominicana (bandiera) · Costa Rica (bandiera)                                                        | Chandra Capozzi Andrea Brenes                                                                             | 7 61         | 7 5 |     |  |
| 3 | Rep. Dominicana (bandiera) · Costa Rica (bandiera)                                                        | Daysi Espinal / Joelle Schad Andrea Brenes / Mariella Calderón                                            | 6 4          | 4 6 | 7 5 |  |

### 9º-10º posto
| Trinidad e Tobago 2 | Centro Nacional de Tenis, Santo Domingo, Repubblica Dominicana 21 maggio 2011 Cemento outdoor (plexypavé) | Centro Nacional de Tenis, Santo Domingo, Repubblica Dominicana 21 maggio 2011 Cemento outdoor (plexypavé) | Panama 1 |     |   |  |
| \| \| \| \| 1 \| 2 \| 3 \| \| \| - \| \| ----------------------------------------------------------------------------------- \| --- \| --- \| - \| \| \| 1 \| \| Trevine Sellier Gabriela González \| 5 7 \| 2 6 \| \| \| \| 2 \| \| Carlista Mohammed Rosaline Zafir Chávez Tello \| 6 3 \| 6 2 \| \| \| \| 3 \| \| Carlista Mohammed / Breana Stampfli Rosaline Zafir Chávez Tello / Gabriela González \| 6 2 \| 6 3 \| \| \| | | |          |     |   |  |
| | | | 1        | 2   | 3 |  |
| 1 | Trinidad e Tobago (bandiera) · Panama (bandiera)                                                          | Trevine Sellier Gabriela González                                                                         | 5 7      | 2 6 |   |  |
| 2 | Trinidad e Tobago (bandiera) · Panama (bandiera)                                                          | Carlista Mohammed Rosaline Zafir Chávez Tello                                                             | 6 3      | 6 2 |   |  |
| 3 | Trinidad e Tobago (bandiera) · Panama (bandiera)                                                          | Carlista Mohammed / Breana Stampfli Rosaline Zafir Chávez Tello / Gabriela González                       | 6 2      | 6 3 |   |  |